# Eugène Charles Catalan
Eugène Charles Catalan (Brugge, Belgium 1814. május 30. – Liège, Belgium 1894. február 14.) matematikus.
Catalan az École polytechnique tanulójaként Liouville osztályába járt. 1833-ban kizárták, de 1835-ben befejezhette tanulmányait.
1838-tól Liouville segítségével korábbi iskolájában kapott állást, ahol geometriát tanított. Sokáig most sem engedték ottmaradni, radikálisan baloldali nézetei és politikai aktivitása miatt oktatói karrierje hamar lezárult.
Kutatási területe a lánctörtek és a számelmélet. Ő definiálta a később róla elnevezett Catalan-számokat. Az n-edik Catalan-szám azt adja meg, hányféleképpen lehet egy n+2 oldalú konvex sokszöget egymást nem metsző átlókkal n darab háromszögre felbontani. Catalan előtt már Segner János András megoldotta a problémát, de elegáns bizonyítást ő adott rá először.
Híres sejtése a Catalan-sejtés.